# Divine Infekt
Divine Infekt è il primo album discografico del gruppo musicale industrial/black metal statunitense Psyclon Nine, pubblicato nel 2003.

## Tracce
1. "Divine Infekt" - 4:01
2. "Tyranny" - 4:39
3. "Clinik" - 4:05
4. "Slaughter" - 3:44
5. "Resurrekt" - 4:36
6. "Payback" - 3:03
7. "Genocide" - 3:53
8. "Rusted" (- 3:42
9. "So Be It" - 3:43
10. "As You Sleep" - 3:50
11. "Divine Infekt" (Tactical Sekt Remix) - 5:13

## Formazione
- Nero Bellum - voce
- Josef Heresy - chitarra
- Filip Abbey Nex - basso
- "Little Dan" Fox - batteria
- Dr. Sevin - tastiera